# Надъярное (Одесская область)
Надъярное (укр. Над'ярне) — село, относится к Саратскому району Одесской области Украины.
Население по переписи 2001 года составляло 428 человек. Почтовый индекс — 68243. Телефонный код — 4848. Занимает площадь 0,7 км². Код КОАТУУ — 5124582202.

## История
В 1945 г. Указом ПВС УССР село Хаджидер переименовано в Надъярное.

## Местный совет
68243, Одесская обл., Саратский р-н, с. Кривая Балка, ул. Школьная, 94.